# آیگوئیل روژس د آرولا
آیگوئیل روژس د آرولا (به لاتین: Aiguilles Rouges d'Arolla) یک کوه در سوئیس است که در کانتون وله واقع شده‌است. آیگوئیل روژس د آرولا ۳٬۶۴۶ متر بالاتر از سطح دریا واقع شده‌است.